# 納瓦拉的瑪麗亞
納瓦拉的瑪麗亞（西班牙語：María de Navarra，約1326年—1347年4月28日），亞拉岡王后，腓力三世與胡安娜二世的女兒。

## 家庭
1338年，瑪麗亞和亞拉岡國王佩德羅四世結婚，兩人共有兩個女兒：
1. 康斯坦莎（1343年—1363年）
2. 胡安娜（英语：Joanna of Aragon, Countess of Ampurias）（1344年—1385年）